# Увадзима
Увадзи́ма (яп. 宇和島市 Увадзима-си) — город в Японии, находящийся в префектуре Эхимэ. Площадь города составляет 469,58 км², население — 79 369 человек (1 августа 2014), плотность населения — 169,02 чел./км².

## Географическое положение
Город расположен на острове Сикоку в префектуре Эхимэ региона Сикоку. С ним граничат города Сейё, Симанто, Сукумо и посёлки Кихоку, Мацуно, Айнан.
На территории города преобладает влажный субтропический климат с жарким летом и прохладной зимой. Осадки значительны в течение всего года, но самые высокие наблюдаются с июня по сентябрь.

## История
В источниках 1595 года город упоминается как деревня Итадзима. По приказу правителя Такатора Тодо, был восстановлен замок Маругуси. Город был основан в результате слияния города Увадзима и части бывшего района Китаува.
После того как Датэ Хидэмунэ, старший сын Датэ Масамунэ, видного даймё северной Японии, занял Ува в 1615 году, замок Увадзима стал центром промышленности, образования и культуры.
В 1871 году Ува стал префектурой Увадзима. В следующем году он был переименован в префектуру Камияма. В 1873 году префектура Камияма была объединена с префектурой Исидзути. После создания префектуры Эхимэ столица была перенесена в Мацуяму на север.
В 2005 году территория города расширилась за счёт присоединения к нему городов Мима, Цусима и Есида.

## Население
Население города составляет 79 369 человек (1 августа 2014), а плотность — 169,02 чел./км². Изменение численности населения с 1980 по 2005 годы:
| 1980 | 110 920 чел. |  |
| 1985 | 110 194 чел. |  |
| 1990 | 105 030 чел. |  |
| 1995 | 100 776 чел. |  |
| 2000 | 95 641 чел.  |  |
| 2005 | 89 444 чел.  |  |

## Символика
Деревом города считается Quercus phillyraeoides, цветком — Citrus unshiu.

## Достопримчательности
Замок Увадзима является одним из 12 сохранившихся японских замков с главной башней, построенной в период Эдо.
Каждый июль в Увадзиме проводится фестиваль, известный как фестиваль Увадзима Уси-они, "Фестиваль Гайя" или "Фестиваль храма Варэи". Среди празднеств можно выделить парад команд усиони по улице, танцевальный конкурс, бой быков. 
Город известен корридой, которая отличается от более широко известных испанских корридов тем, что здесь нет матадора.